# Gembongan (Babakan)
Gembongan is een bestuurslaag in het regentschap Cirebon van de provincie West-Java, Indonesië. Gembongan telt 4081 inwoners (volkstelling 2010).